# Jadro
Jadro – rzeka w Dalmacji w Chorwacji. Przepływa przez miasto Solin. Długość rzeki Jadro wynosi tylko 4,3 km. Mimo tego, że jest tak krótką rzeką, jest bardzo obfitym źródłem wody dla miast znajdujących się w pobliżu: Splitu, Trogiru, Kašteli. Mieszkańcy Solinu nazywają potocznie rzekę Jadro „Solinska rika”. Powierzchnię dorzecza szacuje się na 300 km².
Źródło rzeki znajduje się około 2,5 km na północny zachód od Solina, na wysokości 34,6 m n.p.m. w górach Mosor.
W rzece Jadro żyje zagrożony wyginięciem endemiczny podgatunek pstrąga Salmothymus obtusirostris salonitana, typowy tylko dla tej rzeki oraz Žrnovnicy. Gatunek jest uznawany za zagrożony ze względu na pobór wody, intensywny połów oraz obecność pstrąga tęczowego.